# 全民生活政策黨
全民生活政策黨是台灣的一個已不存在的政黨，前称台灣主義黨，鼓吹台灣民族主義，是一個偏向左派的小政黨。
全民生活政策黨自2017年起已無實質運作，內政部於2020年4月29日公告廢止其備案。

## 概述
台灣主義黨為台灣的一個於2010年3月3日正式成立的黨。雖然台灣主義黨發展至今宣稱擁有逾120個地方黨部，但規模仍比親民黨、新黨和台聯黨、台灣綠黨小。因未有民代產生，政治獻金不能報稅。
2016年8月，台灣主義黨更名為全民生活政策黨。

## 黨綱
不談兩岸間的統一獨立，著重民生問題。

## 黨旗

台灣主義黨黨旗

台灣主義黨的黨旗主要由紅色作為底色和中央白色的台灣地圖組成。

### 中央台灣地圖
中央白色的台灣意為台灣主義，及建造潔淨新台灣。而一些圍繞中央台灣地圖的星則意為世界都擁護台灣。

### 底色
紅底色的意思為全部台灣人民都熱血。

## 外部連結
- 全民生活政策黨的Facebook專頁[]
- 全民生活政策黨的Plurk專頁
- YouTube上的盧照仁頻道